# King of the Ring 2025
King of the Ring 2025 è stata la ventiquattresima edizione dell'omonimo torneo di wrestling organizzato dalla WWE.
Il torneo si è svolto durante gli show settimanali di Raw e SmackDown nelle puntate tra il 9 giugno e il 23 giugno 2025, con la finale che si è disputata il 28 giugno 2025 durante il premium live event Night of Champions alla Kingdom Arena di Riad.

## Incontri di qualificazione
Nella puntata di SmackDown del 6 giugno venne annunciato che a partire dalla puntata di Raw successiva, del 9 giugno, sarebbero iniziati gli incontri di qualificazione validi per il King of the Ring con il primo turno che prevede quattro fatal four-way match, due per ciascun roster, i cui vincitori si sarebbero sfidati in semifinale per ottenere l'accesso alla finale di Night of Champions, con in palio una sfida titolata garantita per SummerSlam. Tre giorni più tardi si tennero i primi il primo incontro di qualificazione che ha visto la vittoria di Sami Zayn che ha sconfitto Bron Breakker, Penta e Dominik Mysterio. A SmackDown furono disputati due incontri del primo turno che videro i successi Randy Orton e Cody Rhodes cha affrontarono rispettivamente Aleister Black, Carmelo Hayes e LA Knight e Andrade, Damian Priest e Shinsuke Nakamura. Il martedì successivo a Raw venne disputato l'ultimo incontro del primo turno con Jey Uso che riuscì a qualificarsi per le semifinali a discapito di Bronson Reed, Rusev e Sheamus.
Nella successiva puntata di SmackDown si tenne la prima semifinale con Randy Orton che diventò il primo finalista dopo aver sconfitto Sami Zayn. Tre giorni dopo a Raw si svolse l'altra semifinale e vide la vittoria di Cody Rhodes su Jey Uso.

## Struttura del torneo
|  |                                |                                |                                |             |             |                                |                                |                                |  |  |                  |                  |                  |
|  | Primo turno 9 giugno-16 giugno | Primo turno 9 giugno-16 giugno | Primo turno 9 giugno-16 giugno |             |             | Semifinali 20 giugno-23 giugno | Semifinali 20 giugno-23 giugno | Semifinali 20 giugno-23 giugno |  |  | Finale 28 giugno | Finale 28 giugno | Finale 28 giugno |
|  | Primo turno 9 giugno-16 giugno | Primo turno 9 giugno-16 giugno | Primo turno 9 giugno-16 giugno |             |             | Semifinali 20 giugno-23 giugno | Semifinali 20 giugno-23 giugno | Semifinali 20 giugno-23 giugno |  |  | Finale 28 giugno | Finale 28 giugno | Finale 28 giugno |
|  |                                |                                |                                |             |             |                                |                                |                                |  |  |                  |                  |                  |
|  |                                |                                |                                |             |             |                                |                                |                                |  |  |                  |                  |                  |
|  | Cody Rhodes                    | Cody Rhodes                    | Schienamento                   |             |             |                                |                                |                                |  |  |                  |                  |                  |
|  | Cody Rhodes                    | Cody Rhodes                    | Schienamento                   |             |             |                                |                                |                                |  |  |                  |                  |                  |
|  | Andrade                        | Andrade                        | –                              |             |             |                                |                                |                                |  |  |                  |                  |                  |
|  | Andrade                        | Andrade                        | –                              |             |             |                                |                                |                                |  |  |                  |                  |                  |
|  | Damian Priest                  | Damian Priest                  | –                              |             |             |                                |                                |                                |  |  |                  |                  |                  |
|  | Damian Priest                  | Damian Priest                  | –                              |             |             |                                |                                |                                |  |  |                  |                  |                  |
|  | Shinsuke Nakamura              | Shinsuke Nakamura              | 17:05                          | Cody Rhodes | Cody Rhodes | Schienamento                   |                                |                                |  |  |                  |                  |                  |
|  | Shinsuke Nakamura              | Shinsuke Nakamura              | 17:05                          | Cody Rhodes | Cody Rhodes | Schienamento                   |                                |                                |  |  |                  |                  |                  |
|  | Bronson Reed                   | Bronson Reed                   | 17:25                          |             |             | Jey Uso                        | Jey Uso                        | 20:00                          |  |  |                  |                  |                  |
|  | Bronson Reed                   | Bronson Reed                   | 17:25                          |             |             | Jey Uso                        | Jey Uso                        | 20:00                          |  |  |                  |                  |                  |
|  | Rusev                          | Rusev                          | –                              |             |             |                                |                                |                                |  |  |                  |                  |                  |
|  | Rusev                          | Rusev                          | –                              |             |             |                                |                                |                                |  |  |                  |                  |                  |
|  | Sheamus                        | Sheamus                        | –                              |             |             |                                |                                |                                |  |  |                  |                  |                  |
|  | Sheamus                        | Sheamus                        | –                              |             |             |                                |                                |                                |  |  |                  |                  |                  |
|  | Jey Uso                        | Jey Uso                        | Schienamento                   | Cody Rhodes | Cody Rhodes | Schienamento                   |                                |                                |  |  |                  |                  |                  |
|  | Jey Uso                        | Jey Uso                        | Schienamento                   | Cody Rhodes | Cody Rhodes | Schienamento                   |                                |                                |  |  |                  |                  |                  |
|  | Sami Zayn                      | Sami Zayn                      | Schienamento                   |             |             | Randy Orton                    | Randy Orton                    | 19:50                          |  |  |                  |                  |                  |
|  | Sami Zayn                      | Sami Zayn                      | Schienamento                   |             |             |                                | Randy Orton                    | 19:50                          |  |  |                  |                  |                  |
|  | Bron Breakker                  | Bron Breakker                  | –                              |             |             |                                |                                |                                |  |  |                  |                  |                  |
|  | Bron Breakker                  | Bron Breakker                  | –                              |             |             |                                |                                |                                |  |  |                  |                  |                  |
|  | Dominik Mysterio               | Dominik Mysterio               | 17:05                          |             |             |                                |                                |                                |  |  |                  |                  |                  |
|  | Dominik Mysterio               | Dominik Mysterio               | 17:05                          |             |             |                                |                                |                                |  |  |                  |                  |                  |
|  | Penta                          | Penta                          | –                              | Sami Zayn   | Sami Zayn   | 11:25                          |                                |                                |  |  |                  |                  |                  |
|  | Penta                          | Penta                          | –                              | Sami Zayn   | Sami Zayn   | 11:25                          |                                |                                |  |  |                  |                  |                  |
|  | Aleister Black                 | Aleister Black                 | –                              |             |             | Randy Orton                    | Randy Orton                    | Schienamento                   |  |  |                  |                  |                  |
|  | Aleister Black                 | Aleister Black                 | –                              |             |             | Randy Orton                    | Randy Orton                    | Schienamento                   |  |  |                  |                  |                  |
|  | Carmelo Hayes                  | Carmelo Hayes                  | –                              |             |             |                                |                                |                                |  |  |                  |                  |                  |
|  | Carmelo Hayes                  | Carmelo Hayes                  | –                              |             |             |                                |                                |                                |  |  |                  |                  |                  |
|  | LA Knight                      | LA Knight                      | 16:15                          |             |             |                                |                                |                                |  |  |                  |                  |                  |
|  | LA Knight                      | LA Knight                      | 16:15                          |             |             |                                |                                |                                |  |  |                  |                  |                  |
|  | Randy Orton                    | Randy Orton                    | Schienamento                   |             |             |                                |                                |                                |  |  |                  |                  |                  |
|  | Randy Orton                    | Randy Orton                    | Schienamento                   |             |             |                                |                                |                                |  |  |                  |                  |                  |